# Dunbar (Schotland)
Dunbar (Schots-Gaelisch: Dùn Bàrr) is een plaats (town) en voormalige burgh ongeveer 50 kilometer ten oosten van Edinburgh in de Schotse lieutenancy East Lothian in het gelijknamige raadsgebied East Lothian met 8486 inwoners (2011).
Dunbar wordt bediend door een spoorwegstation op de East Coast Main Line.

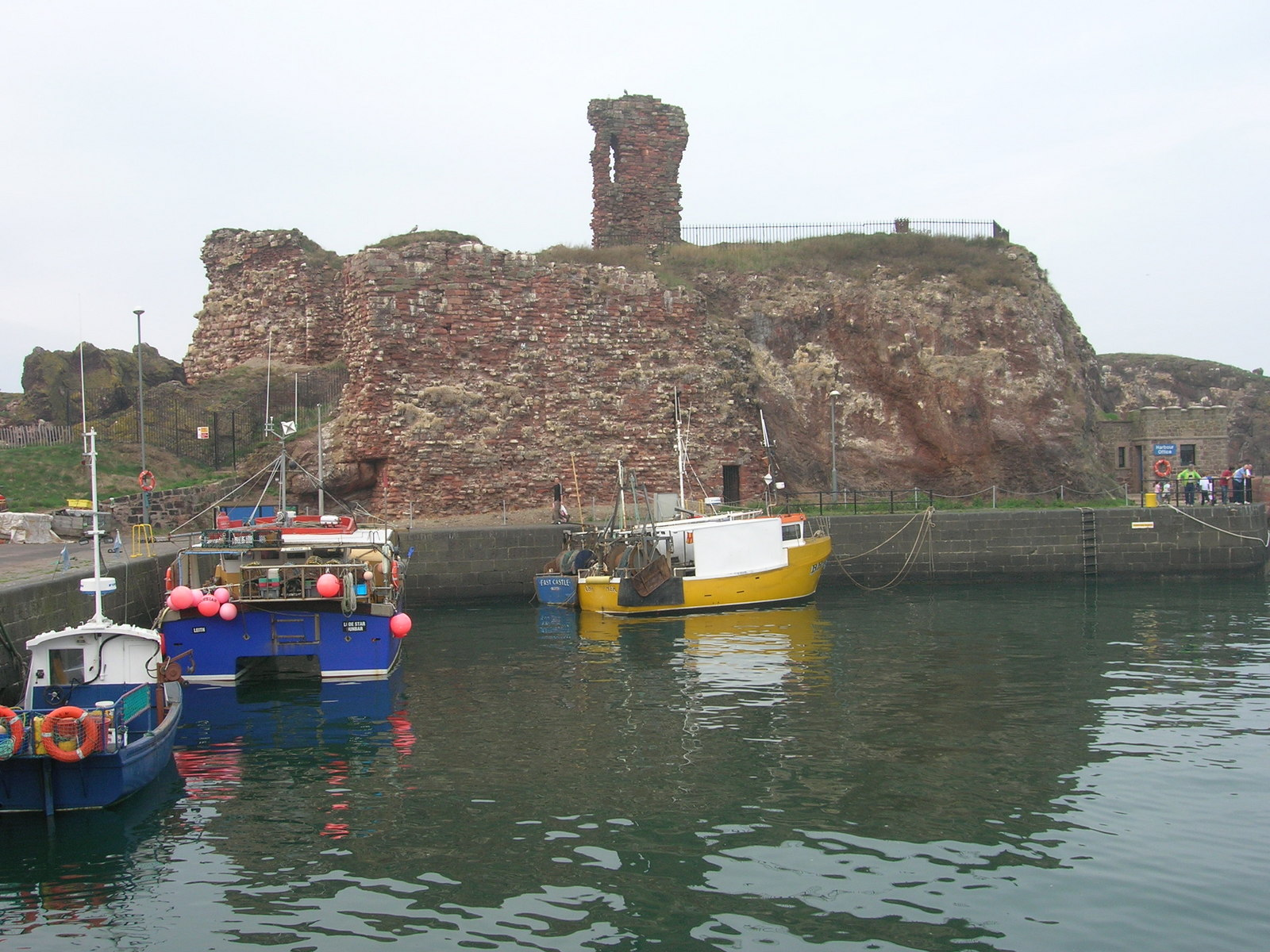
Dunbar Castle

## Bezienswaardigheid
- Dunbar Castle, ruïne

## Bekende inwoners van Dunbar

### Geboren
- Cuthbertus (634-687), Angelsaksische bisschop in het Koninkrijk Northumbria
- John Muir (1838-1914), Schots-Amerikaans natuurvorser, schrijver en natuurbeschermer

### Overleden
- Joan Beaufort (1404-1445), koningin van Schotland als vrouw van Jacobus I van Schotland

### Woonachtig (geweest)
- Agnes Randolph (ca. 1312-1369), edelvrouwe